# Vladislav Kavan
Vladislav Kavan (* 30. Juni 1924 in Baška, Tschechoslowakei; † 3. Juli 2003 in Bozen) war ein tschechischer Maler.

## Leben
Kavans Vater arbeitete als Maschinenwart in einer Fabrik der Witkowitzer Eisenwerke. Er hat seine schulische Laufbahn in der Zwischenkriegszeit begonnen. Erst nach 1945 bot sich ihm die Perspektive einer akademischen Ausbildung. Er übersiedelte nach Prag, wo er im Jahr 1945/46 die Staatliche Schule für Grafik besuchte und sich damit die Voraussetzungen für ein Weiterstudium erwarb. Im Jahr darauf begann er ein Studium an der 1946 auf akademischen Rang gehobenen Kunstgewerblichen Hochschule in Prag. Kavan studierte in der Abteilung für Textildesign. 1951 schloss er sein Studium ab.
Auf Grund des Fortschreitens der totalitären Durchdringung des Landes reiste Kavan mit seiner Familie am 28. August 1968 nach Italien und endete nach einer Zwischenstation in Trient und Neumarkt (Südtirol) bei Bozen, wo er bis zu seinem Tod lebte.
Kavan erhielt 1958 einen Grand Prix der EXPO 58, Brüssel, der Klasse B.

## Ausstellungen
- 1957 Galerie ÚLUV, Prag (CZ)
- 1969 Galerie "Il Giorno", Mailand (I),  Galerie "Il Castello", Trient (I), Künstlerbund, Cavalese (I), Künstlerbund, Cortina d’Ampezzo (I), Galerie "Arnetta", Gallarate (I)
- 1970 Galerie "Il Vicolo", Genua (I), Galerie "Angolare", Mailand (I),  Dominikanergalerie, Bozen (I),  Galerie "Il Traghetto", Venedig (I),  Salone della Stampa Estera, Rom (I)
- 1971 Galerie "Angolare", Mailand (I)
- 1972 Galerie "Linea 70", Verona (I),  Galerie "La Cupola", Padua (I), Galerie "Dei Portici", Ancona (I),  Galerie "Il Sileno", Palermo (I),  Galerie "Il Punto", Catania (I),  Galerie "Inquadrature 33", Florenz (I),  Galerie "Teatro Minimo", Mantua (I),  Galerie "Angolare", Mailand (I)
- 1973 Galerie "Giovo", Como (I),  Galerie "S. Chiara", Parma (I),  Galerie "Ciak", Rom (I),  Galerie "Monika Beck", Homburg-Schwarzenacker (D)
- 1974 Dominikanergalerie, Bozen (I)
- 1975 Galerie "Willy", Vilpian (I)
- 1976 Kongreßhaus, Innsbruck (A),  Galerie "Athesia", Bruneck (I),  Galerie "Fra Giocondo", Verona (I),  Galerie "Peithner-Lichtenfels", Wien (A),  Galerie "Autofina", Graz (A)
- 1978 Galerie "Goethe", Bozen (I)
- 1979 Karl Felix Wolff Halle, Kastelruth (I)
- 1980 Galerie "Banco di Roma", Brüssel (B)
- 1982 Salon des Nations, Paris (F)
- 1983 Kunstladen, Brixen (I),  Karl Felix Wolff Halle, Kastelruth (I)
- 2008 Kommende, Lengmoos (I), Raiffeisensaal, Sterzing (I)

## Ausstellungsteilnahmen
- 1958 Weltausstellung "EXPO 58", Brüssel
- 1959 Staatliche Ausstellungen CSSR, Budapest  und Bukarest
- 1960 Galerie "Mánes", Prag, Ausstellung tschechischer Kunst, Moskau
- 1961 Staatliche Ausstellung CSSR, Belgrad, Gruppenausstellungen CSSR, Mexiko-Stadt und Los Angeles
- 1962 Ausstellung der bildenden Kunst, Ottawa, Staatliche Ausstellung, Buenos Aires
- 1963 Staatliche Ausstellung, Brünn, Staatliche Kunstausstellung, Prag (CZ)
- 1965 Jubiläumsausstellung 20 Jahre der CSSR, Moskau und Prag
- 1972 I. Rassegna Internazionale "Aspetti d'Arte Contemporanea", Montesilvano (I), "IKI" Galerie Angolare, Düsseldorf
- 1973 "IKI" Galerie Angolare, Düsseldorf (D)
- 1976 Art'7 Galerie Peithner-Lichtenfels, Basel,  "IKI" Galerie Peithner-Lichtenfels, Düsseldorf

## Preise
- 1958 "Grand Prix" der "EXPO 58", Brüssel

## Publikationen
- 1982 Vladislav Kavan und Josef Venturini, "Vladislav Kavan"
- 1984 Vladislav Kavan und Josef Venturini, "Vladislav Kavan"
- 1989 Vladislav Kavan und Josef Venturini, "Vladislav Kavan, Zeichnungen - disegni"
- 2008 Südtiroler Kulturinstitut, "Vladislav Kavan (1924 - 2003) Bilder und Zeichnungen"